# Akysis pictus
Akysis pictus es una especie de pez de la familia Akysidae en el orden de los Siluriformes.

## Morfología
• Los machos pueden llegar alcanzar los 4,5 cm de longitud
total.
- Número de  vértebras: 33-34.[1][2]

## Distribución geográfica
Se encuentran en Asia: Birmania.